# Screenless (технології)
Безекранне (англ. Screenless) відео — системи для передачі візуальної інформації з джерела відеосигналу без використання екрану. Screenless комп'ютерні технології подачі відеозображення можуть бути розділені на три групи: візуальні відображення, відображення прямо на сітківку і відображення прямо в мозок.

## Візуальне відображення
Візуальне відображення включає будь-яке зображення, яке око може сприймати. Найпоширеніший приклад візуального безекранного відображення є голограма. Можна стверджувати, що окуляри віртуальної реальності (які складаються з двох невеликих екранів, але, тим не менш істотно відрізняється від традиційних комп'ютерних екранів) і дисплей в літаках (на прозорому вікні кабіни), також включені в цю групу. У всіх цих випадках, світло відбивається від деякого проміжного об'єкта (голограми, РК-панелі або вікна кабіни), перш ніж він досягає сітківки.
Уперше в Україні в 2013 році відбулася ексклюзивна презентація унікального продукту DisplAir — безекранного дисплею на основі крапель води. Учасники презентації змогли побачити інтерактивний повітряний екран, який проектує на повітря будь-який мультимедійний контент (статичні зображення, відео, 3D-моделі) і впливає на чотири з п'яти відчуттів:
- на зір — за допомогою «магічного» повітряного екрану;
- на слух — за допомогою вбудованої акустичної системи;
- на дотик — за допомогою робочої поверхні;
- на нюх — за допомогою модуля запахів[1].

## Віртуальний ретинальний монітор
Віртуальний ретинальний монітор (англ. Virtual retinal display, VRD) — технологія пристроїв виводу, що формує зображення безпосередньо на сітківці ока. В результаті користувач бачить зображення, що «висить» у повітрі перед ним.

## Нейрокомп'ютерний інтерфейс
Синаптичний інтерфейс не використовує світло взагалі. Візуальна інформація повністю обходить очі і передається безпосередньо в мозок.